# 올림픽로

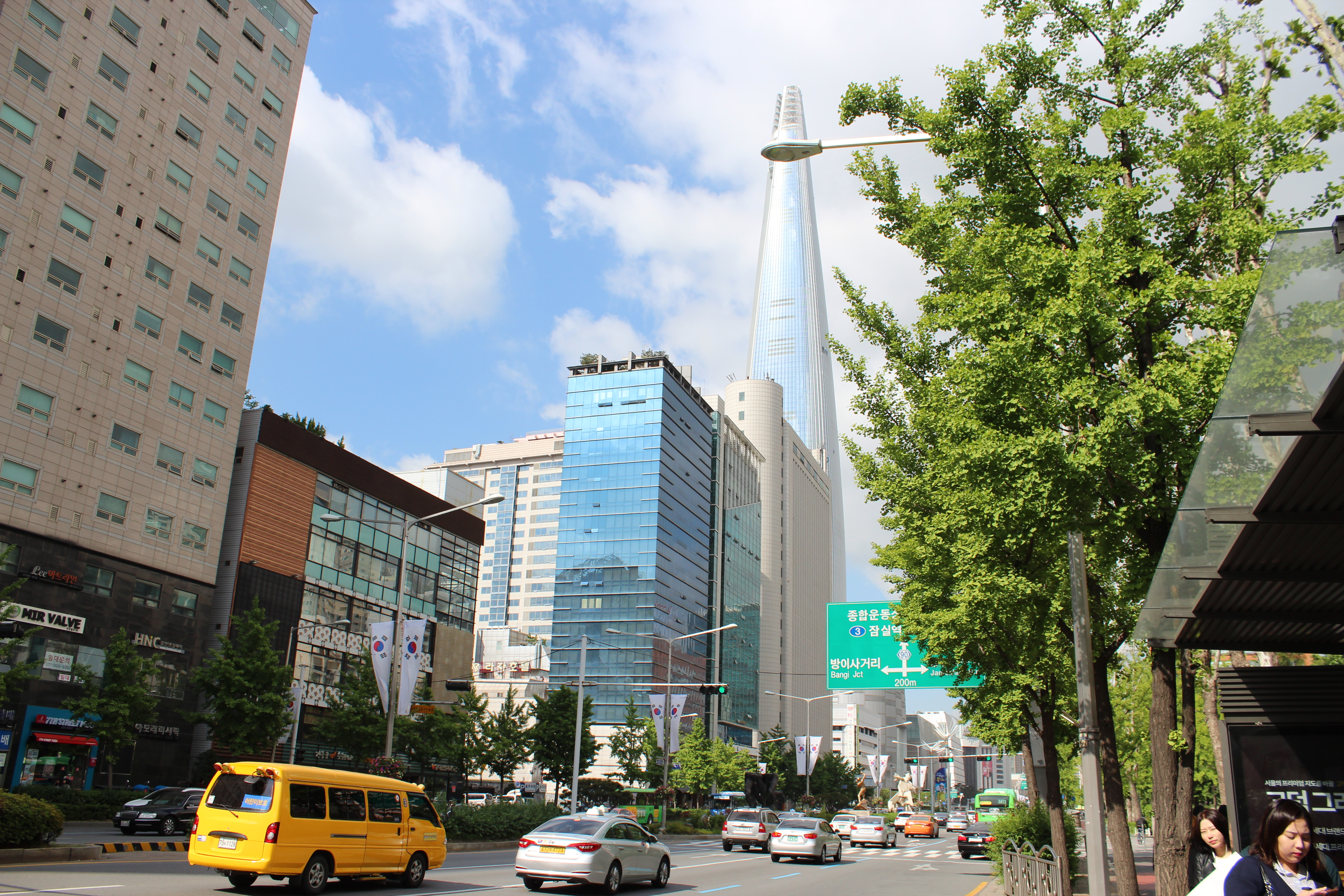
올림픽로와 롯데월드타워의 모습

올림픽로(올림픽路, Olympic-ro)는 서울특별시 송파구 잠실2동 서울종합운동장에서 강동구 암사2동 선사주거지를 잇는 도로이다.

서울종합운동장에서 선사사거리까지는 서울특별시도 제90호선에 해당한다.

## 역사
- 1984년 11월 7일 : 잠실로가 올림픽로(서울종합운동장 - 현 몽촌토성역, 3.9 km)로 변경되었다.
- 1986년 5월 29일 : 종점이 현 몽촌토성역에서 풍납사거리로 연장되었다(5.2 km).[1]
- 2009년 7월 10일 : 풍납로(풍납사거리 - 천호역, 1.2 km)와 선사로(천호역 - 암사동 선사주거지, 3.1 km)와 통합하여 종점이 암사동 선사주거지로 연장되었다(9.5 km).
- 2020년 4월 17일 : 천호역사거리 천호지하차도 철거

## 구간
서울특별시 송파구
서울종합운동장, 종합운동장역 - 잠실새내역, 잠실2동 주민센터 - 롯데월드 - 잠실역 - 송파구청 - 몽촌토성역 - 성내교 - 올림픽대교 남단 - 풍납사거리 - 강동구청역 - 영파여자고등학교(영파여자중학교) - 천호역사거리
강동구
광진교 남단 - 천호동공원 - 암사역 - 선사사거리 - 서울선사초등학교 - 암사동 선사주거지